# 831
| [ Edytuj tabelę ]          |                                              |
| Król Anglii                | - 825 Egbert 839                             |
| Hrabia Aragonii            | - 809 Aznar I 839                            |
| Król Asturii               | - 791 Alfons II 842                          |
| Hrabia Barcelony           | - 826 Bernard 832                            |
| Cesarz Bizancjum           | - 829 Teofil 842                             |
| Chan Bułgarii              | - 814 Omurtag 831 - 831 Małamir 836          |
| Cesarz Chin                | - 826 Tang Wenzong 840                       |
| Król Franków wschodnich    | - 814 Ludwik I Pobożny 840                   |
| Cesarz Japonii             | - 823 Junna 833                              |
| Kalif                      | - 813 Al-Mamun 833                           |
| Król Khmerów               | - 802 Dżajawarman II 850                     |
| Patriarcha Konstantynopola | - 821 Antoni I Kassimates 836                |
| Król Mercji                | - 830 Wiglaf 840                             |
| Król Nawarry               | - 824 Inigo Arista 851                       |
| Król Nortumbrii            | - 808 Eanred 840                             |
| Książę Obodrzyców          | - 826 Gostomysł 844                          |
| Papież                     | - 827 Grzegorz IV 844                        |
| Cesarz rzymski             | - 814 Ludwik I Pobożny 840 - 817 Lotar I 855 |
| Doża Wenecji               | - 829 Giovanni I Partecipazio 837            |
| Książę wielkomorawski      | - 820 Mojmir I 846                           |

Rok 831 / DCCCXXXI
stulecia: VIII wiek ~
IX wiek ~
X wiek

lata: 821 «
826 «
827 «
828 «
829 «
830 «
831
» 832
» 833
» 834
» 835
» 836
» 841

## Wydarzenia
- Założono metropolię w Hamburgu-Bremie[1].

## Zmarli
- Xue Tao, chińska poetka